# Euplectes jacksoni
Euplectes jacksoni е вид птица от семейство Ploceidae. Видът е почти застрашен от изчезване.

## Разпространение
Видът е разпространен в Кения и Танзания.